# Кожари (Росія)
Кожа́ри (рос. Кожары, чув. Кушар) — присілок у складі Красноармійського району Чувашії, Росія. Входить до складу Великошатьминського сільського поселення.
Населення — 119 осіб (2010; 137 у 2002).
Національний склад:
- чуваші — 99 %